# 카프리치오 (예술)

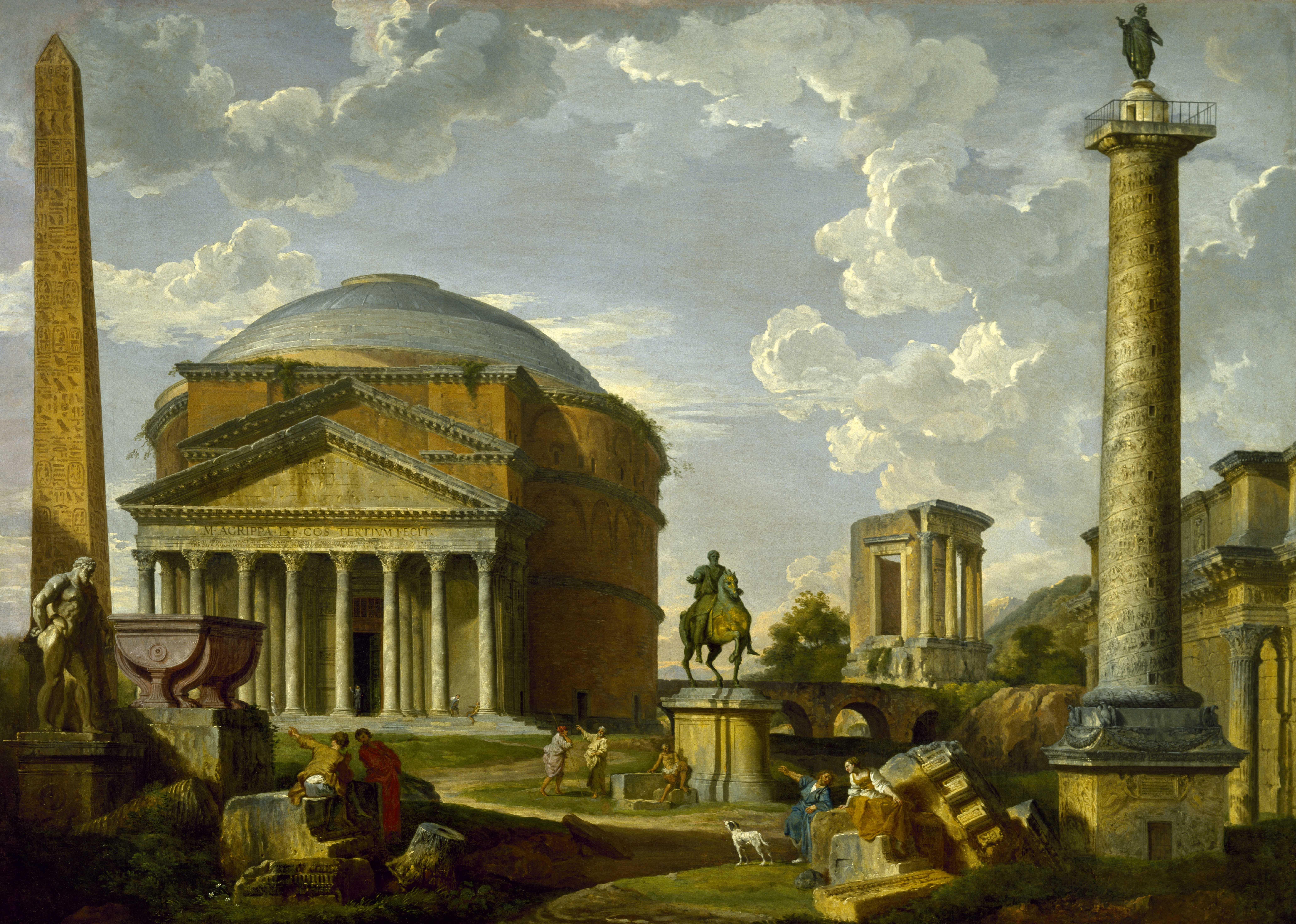
1737년, 조반니 파올로 파니니가 그린 고대 로마의 판테온과 오벨리스크 등 다른 기념물이 함께 있는 허황된 풍경화, 휴스턴 미술관 소장

카프리치오(이탈리아어: Capriccio; 복수형: Capricci, 카프리치; 구 영어권에서 주로 "caprice"로 표기됨)는 건축물, 고고학적 유적지 및 기타 건축적 요소를 조합하여 허구적이고 허황되게 그린 그림을 의미한다. 카프리치오는 보다 일반적인 용어로 풍경화에 속하며 이에 따라 점경 인물을 그려 넣기도 한다. 카프리치오는 르네상스 시대에 도입되었으며 바로크 시대까지 이어졌다.

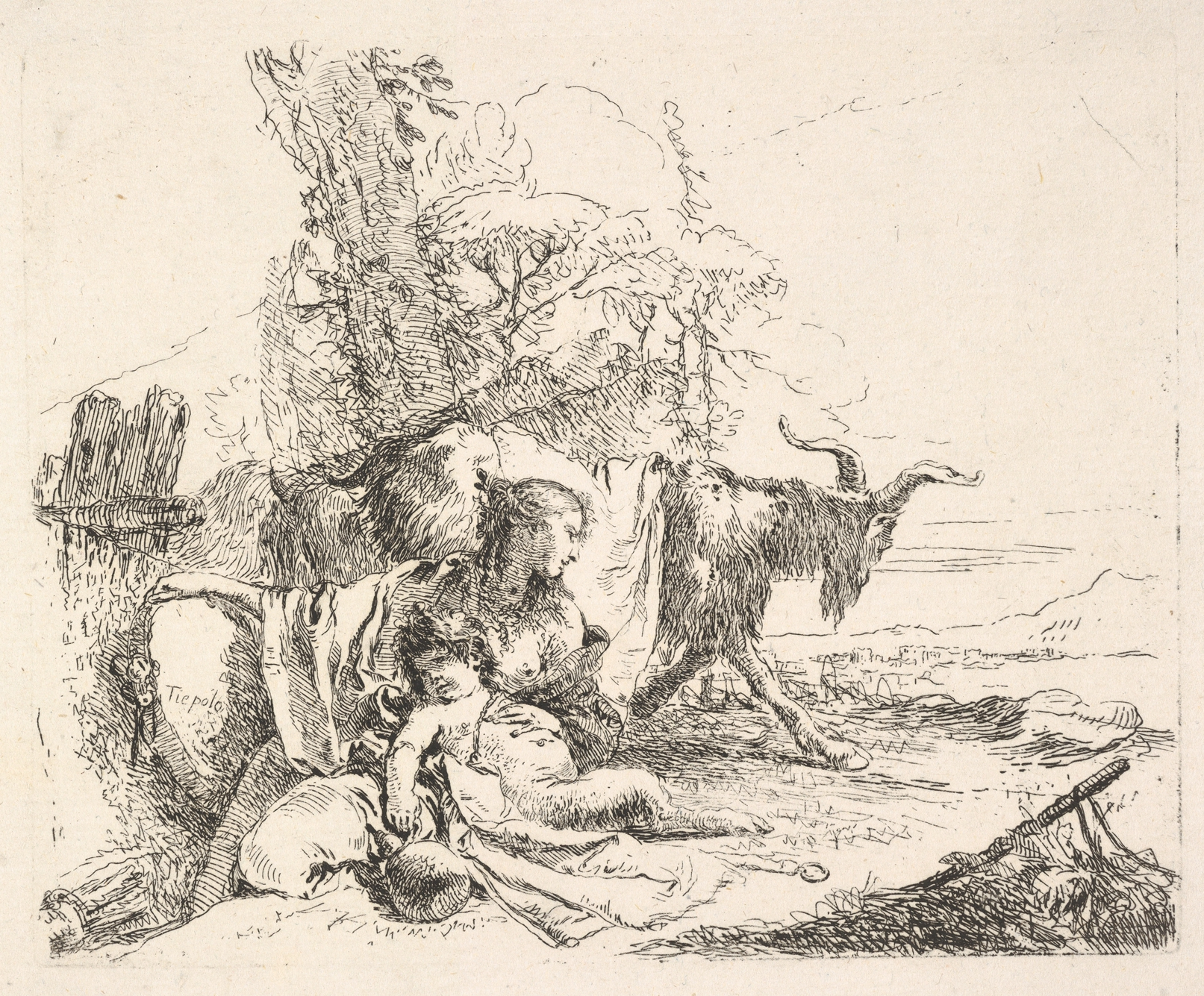
GB 티에폴로의 에칭 시리즈 '카프리치'의 풍경 속 여성과 어린 사티로스, 메트로폴리탄 미술관 소장

18세기 후반 카프리치오는 건축적인 요소에서 뿐만 아니라 판타지적인 요소가 있는 모든 이미지를 의미하는 것으로 확대되었다. 그 예로, 조반니 바티스타 티에폴로와 고야는 건축물보다는 인물에 초점을 맞추어 허황된 판화를 그렸으며 제목 또한 '카프리치'라 지었다.
카프리치오라는 용어는 회화에서 뿐만 아니라 판타지적 요소가 포함된 다른 유형의 예술(음악의 카프리치오 등)에도 사용된다.

## 카프리치오 스타일
'카프리치오'는 여러가지 어원이 있는데, 그 중 하나로 어린 염소의 예측할 수 없는 움직임과 행동을 뜻하는 이탈리아어 '카프레토(capretto)'에서 유래됐다는 말이 있다. 이 어원에 의하면 예술적 스타일은 예측 불가능하고 상상력에 따라 얼마든지 변화할 수 있다는 것을 암시한다.

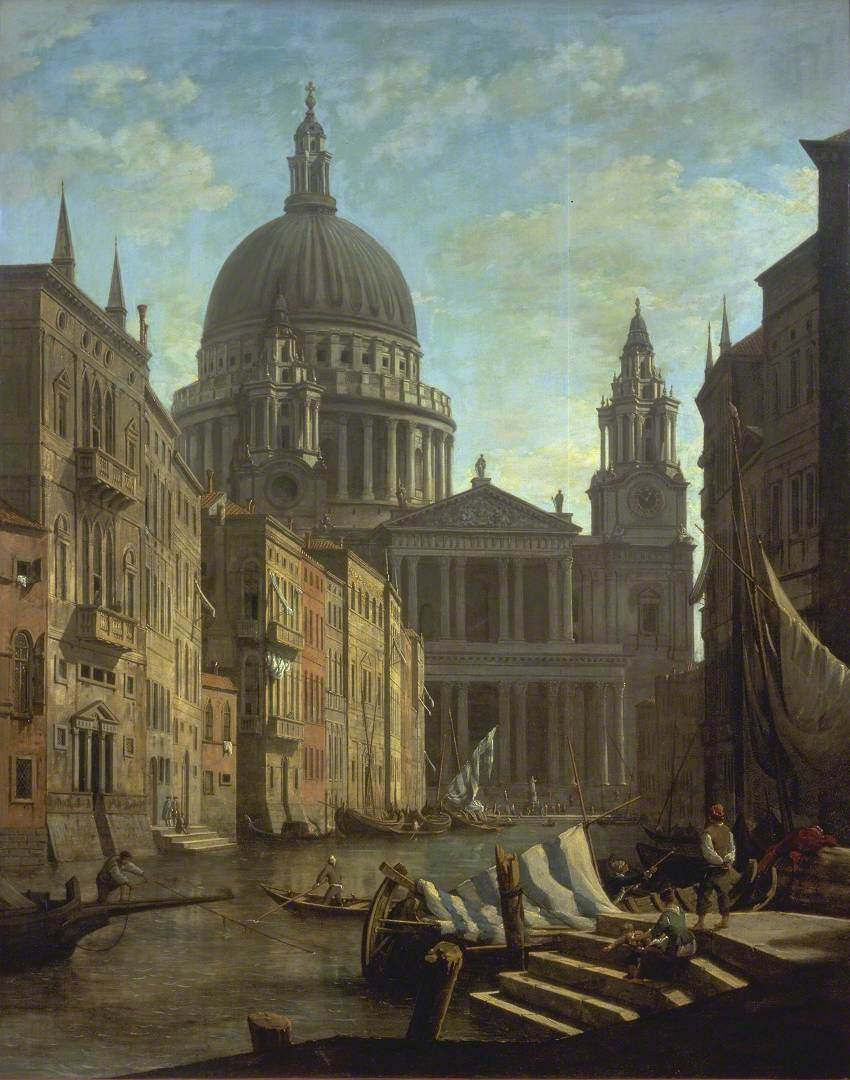
윌리엄 말로가 1795년경에 그린 런던의 세인트폴 대성당과 베네치아 공화국의 운하가 묘사된 카프리치오

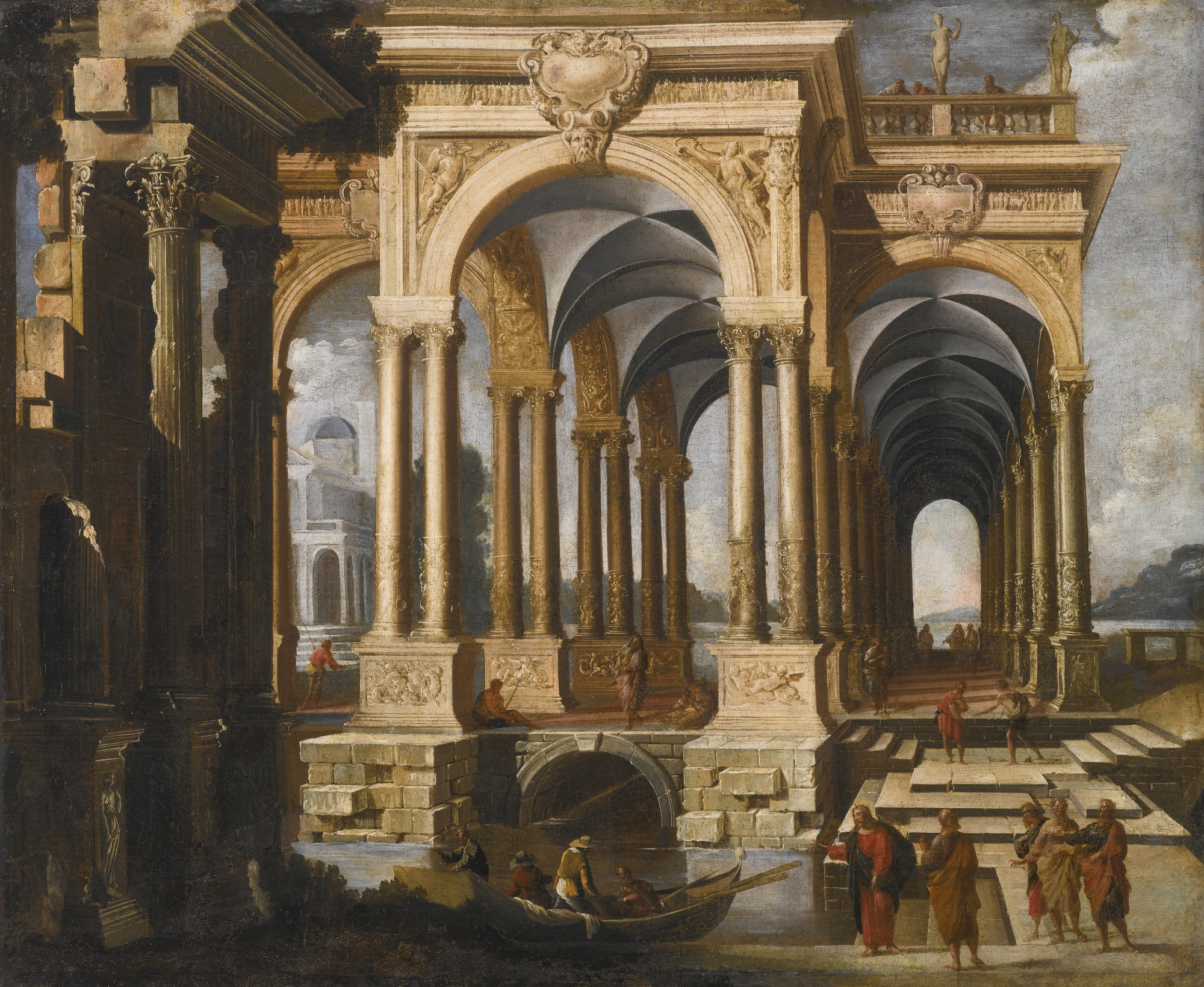
프랑수아 드 노메가 그린 예수와 제자들이 묘사된 건축 카프리치오, 17세기

17세기에 이탈리아의 미술사학자 필리포 발디누치는 카프리치오를 자유로운 상상력에서 나오는 작품 주제에 대한 꿈과 같은 해석으로 정의했다. 카프리치오 작품들은 종종 예술적 자유를 고려한 관점으로 변화된 건축물을 둘러싼다. 카프리치오는 주로 실존하는 건축물을 허구적인 배경과 특성에 맞춰 새롭게 묘사하거나 미래의 건축물을 폐허로 재구성하는 등 다양하게 표현된다. 카프리치오 그림의 주제는 장르의 판타지적인 성격으로 인해 정확한 회화적 묘사로 인정될 수 없었다.
건축가 데이비드 메이어닉(영어: David Mayernik)은 카프리치에서 발견되는 다음 네 가지 주제를 들었다.
1. 피사체를 낯선 방식으로 병치한다.
2. 미래에 파괴되거나 시간이 지남에 따라 낡아버린 건물 등 피사체의 다양한 상태를 상상한다.
3. 피사체의 크기와 규모에 변화를 준다.
4. 도시나 분수 등의 웅장한 특징을 자유자재로 사용한다.

화가들은 건축물을 그리는 일을 의뢰받았을 때, 건축물을 정확하게 표현하는데 중점을 두기 보다는 오히려 해석과 예술적 자유에 있어서 더 자유롭게 그리는데 중점을 뒀다. 이를 통해 예술가들은 원하는 대로 장식이나 다른 건축적 특징을 추가할 수 있었다. 카프리치오의 이러한 예술적 자유는 건물의 지속적인 변형을 가능하게 한다. 이는 건축이 일반적으로 다른 건축 작품과 유사할 수 있는 수평 및 수직의 강한 선으로 구성되어 있다는 사실에 의해 뒷받침되었다. 이를 통해 다른 건축 작품의 일부를 가져와 카프리치오 형태로 재창조된 특정 건물의 새로운 예술적 관점에 맞출 수 있었다. 일부 화가들은 사람, 동물, 식물 등 원래 영감에 포함되지 않았던 요소를 가져와 작품에 통합하기도 했다. 카프리치오의 영역에서 건물을 그린 그림은 기록이나 역사가 아닌 하나의 예술 작품이다.
카프리치오 그림이 다양한 예술가들에 의해 재현되면서, 주제의 원래 형태는 현실에서 더 멀리 나아갈 수 있게 되었다. 이를 통해 예술가들은 건축물을 더욱 자유롭게 표현할 수 있게 되었다. 카프리치오는 본래의 건축물에 대해 의도적으로 환상적인 예술로 변모한 사치스러움을 마음껏 발휘하여 시청자의 미적 감각에 어필하는 예술 형태로 여겨진다.

## 역사
이러한 유형의 장식적 건축 회화의 전신은 16세기 이탈리아 회화에서 찾아볼 수 있으며, 특히 '콰드라투라'로 알려진 대규모 프레스코화와 천장 장식의 틀로 그려진 건축적 세팅(마무리칠)에서 찾아볼 수 있다. 이러한 건축적 요소는 17세기 회화에서 두드러지게 나타나 이젤을 활용한 회화의 독립적인 주제가 되었다.

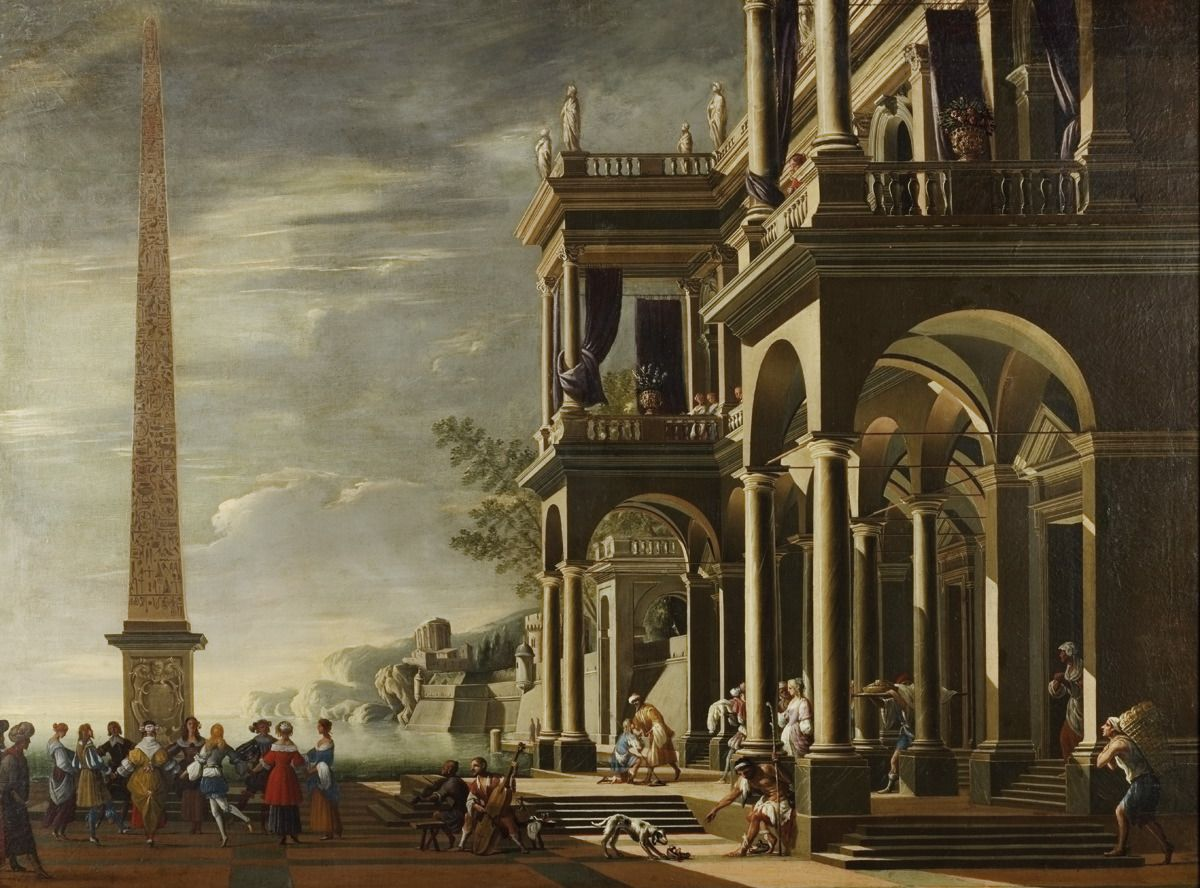
알레산드로 살루치가 그린 카프리치오, 17세기

17세기 중반 로마에서 이 장르를 대중화한 초기 화가로는 알레산드로 살루치와 비비아노 코다치가 있다. 이 두 화가는 카프리치오 장르에 대한 두 가지의 다른 접근 방식을 보여준다. 코다치의 카프리치는 살루치의 카프리치보다 더 사실적이었다. 살루치는 로마 기념물을 자신의 작품 성향에 맞게 재배치하여 접근 방식에서 더 창의적이고 자유로운 모습을 보여주었다. 비비아노 코다치는 로마에서 본 아고스티노 타시의 '콰드라투라' 프레스코화와 클로드 로랭과 헤르만 반 스와네벨트의 도시 풍경을 담은 그림을 보고 자극을 받아 카프리치를 그리기 시작한 것으로 추측된다.
카프리치오의 유명한 선구자로는 로마에서 활동한 화가 조반니 파올로 파니니(1691~1765)가 있다. 이 스타일은 1740년대에 카날레토의 에칭 작품인 베두테로 확장되었으며, 피라네시와 그의 모방자들에 의해 제작되었다.
이후의 사례로는 찰스 로버트 코커렐의 《크리스토퍼 렌 경에 대한 찬사》와 《교수의 꿈》, 그리고 조지프 갠디의 《1818년 존 소안 경이 시공한 공공 및 사설 건물》 등이 있다. 예술가 Carl Laubin은 이 작품에 대한 경의의 표시로 수많은 현대 카프리치오를 그렸다.

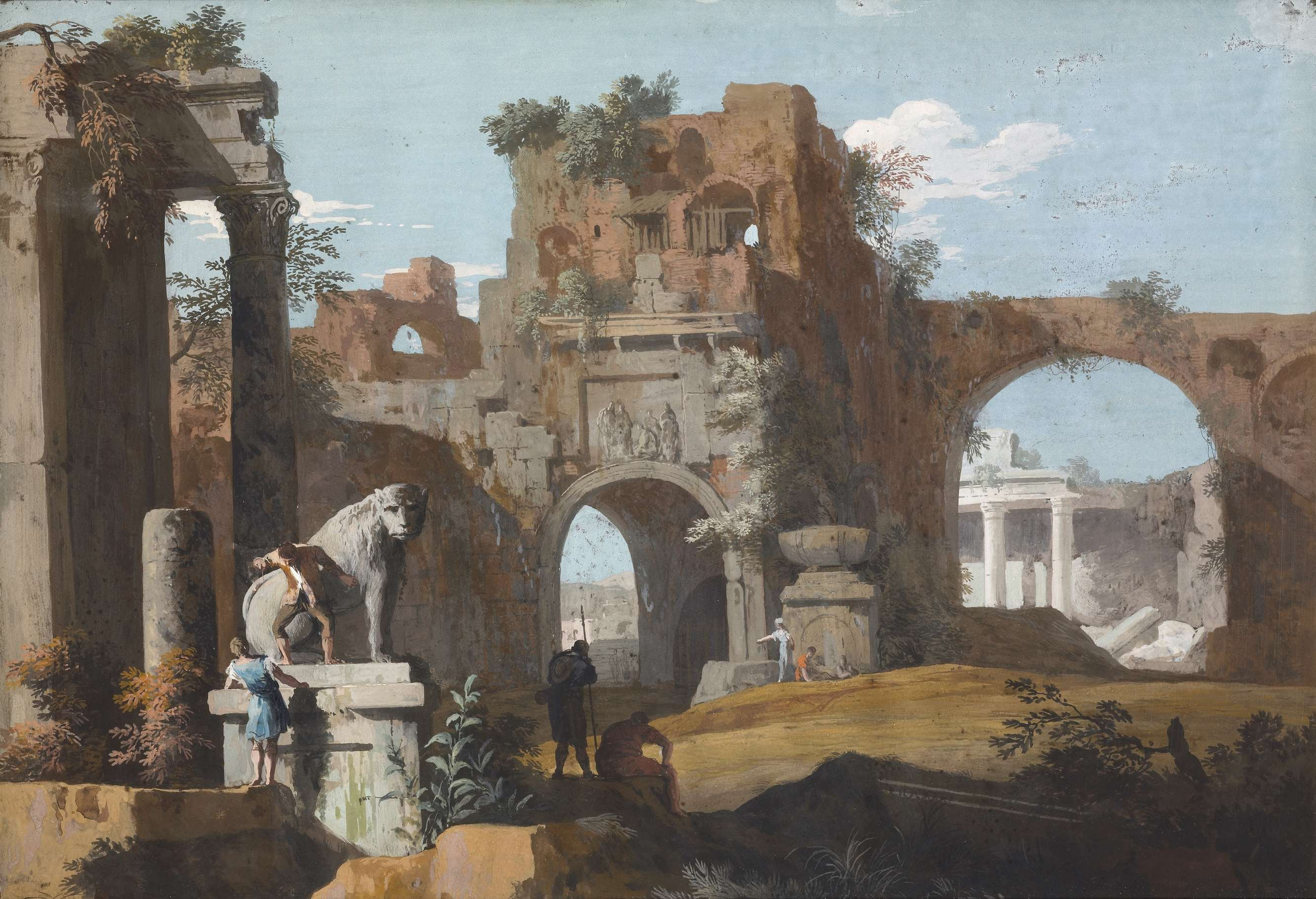
폐허가 있는 고전적 풍경, 마르코 리치, 1725년경

더욱 환상적인 확장은 조반니 바티스타 티에폴로의 영향력 있는 에칭 시리즈인 카프리치에서 볼 수 있다. 티에폴로는 건축적 요소를 고전 조각상과 폐허의 조각품으로 축소하였고, 그 가운데 이국적이고 우아한 군인 및 철학자, 아름다운 젊은이들로 구성된 작은 그룹이 수수께끼 같은 일을 하는 모습을 묘사했다. 각각의 작품들은 제목이 따로 있지 않으며 분위기와 스타일로 이 그림이 카프리치오 임을 나타낸다. 이후 해당 작품 시리즈는 "환상적인 스케치"를 의미하는 Scherzi di fantasia 라고 불렸으며 조반니 바티스타 티에폴로의 아들 도메니코 티에폴로는 이런 판화를 모방한 사람 중 한 명으로, 종종 이러한 제목을 사용하기도 했다.